# Mohammedia
Mohammedia je marocké přístavní město v regionu Casablanca-Settat. Leží na západním pobřeží země mezi 24 kilometrů severozápadně od Casablancy, přičemž leží na cestě mezi právě Casablancou a marockým hlavním městem Rabatem. Do roku 1960 neslo město název Fedala. Ve městě se nachází nejvýznamnější marocká ropná rafinérie, díky čemuž je město nejvýznamnější lokalitou marockého ropného průmyslu. Podle sčítání z roku 2014 ve městě žilo 208 612 obyvatel. Leží v oblasti se středomořským podnebím.